# スプリンター (自転車競技)
自転車競技のスプリンター（Cycling sprinter）について、ロードレースとトラックレースとでは、少々その意味の捉え方が異なってくる。
以下、主にロードレースにおける当該項目について述べることとし、項目の最後にトラックレースにおけるスプリンターの特徴を記す。

## 特徴
ロードレースにおけるスプリンターとは、概ねゴール数百メートル手前からスパートをかけて優勝争いを行うタイプの選手のことを指す。
一般的には大柄でがっしりした体格の選手が多く、そのスピードはプロともなれば瞬間的に70～80 km/hに達し、コース中間のポイント設置地点やゴール手前での高速スプリント勝負では絶対的な強さを発揮する。
その反面、重力に逆らって走らなくてはいけない上りは、大柄ゆえに体重が重いことがネックとなるため苦手としている選手が多い。
体格は競輪選手に似るが、単純な瞬発力だけでなく、200km以上走り続けた後でもスプリントをこなせるだけの持久力、高速走行の中でもゴール前での最適な位置を見抜き、その通りにロードバイクをコントロールするバランス感覚も要求される。
通常、瞬発力と持久力は相反する能力であり、それが同時に要求されるため「クライマーやオールラウンダーは作られるもの。スプリンターは生まれてくるもの」と言われるほど先天的な要素に左右される。

## レースでの役割
ステージレースではスプリント賞を狙うほか、平坦ステージでの優勝争いも行う。またティレーノ～アドリアティコのように目立った山岳ステージがないステージレースでは総合優勝争いにも加わることができる。
ワンデイレースではパリ～ツールのような平坦基調、あるいは上りの割合が少なめのコース設定がされたレースでもっぱらエースを務めるほか、世界選手権などで活躍する。

## 代表的な選手

### 現役選手
- ダニエーレ・ベンナーティ（イタリア） - ジロ・デ・イタリア ポイント賞 (2008)、ブエルタ・ア・エスパーニャ ポイント賞 (2007)
- マーク・カヴェンディッシュ（イギリス） - 世界選手権ロード1勝 (2011)、ミラノ～サンレモ優勝1回 (2009)、ブエルタ・ア・エスパーニャ ポイント賞 (2010)、2008～2011年グランツール年間最多勝（2008-6勝、2009-10勝、2010-8勝）、ツール・ド・フランス ポイント賞 (2011)、ジロ・デ・イタリア ポイント賞 (2013)、ツアー・オブ・カタール 総合優勝2回 (2013,2016)、スヘルデプライス3勝 (2007,2008,2011)
- アンドレ・グライペル（ドイツ） - ブエルタ・ア・エスパーニャ ポイント賞 (2009)、ツアー・ダウンアンダー 総合優勝2回 (2008,2010)、ポイント賞 (2008)
- ペーター・サガン（スロバキア） - 世界選手権ロード3勝 (2015,2016,2017)、ツール・ド・フランス ポイント賞5回(2012, 2013, 2014, 2015, 2016)、スロバキア選手権5勝 (2011,2012,2013,2014,2015)、ツアー・オブ・カリフォルニア 総合優勝 (2015)、ポイント賞 (2010,2011,2012,2013,2014)、新人賞 (2010)、ツール・ド・スイス ポイント賞2回 (2013,2015)
- ヘルト・ステーフマンス（ベルギー）
- タイラー・ファラー（アメリカ）
- ゲラルド・チオレック（ドイツ） - ミラノ～サンレモ1勝 (2013)
- マシュー・ゴス（オーストラリア)  - ミラノ～サンレモ1勝 (2011)
- マーク・レンショー（オーストラリア）
- エドヴァルド・ボアソン・ハーゲン（ノルウェー）
- マルセル・キッテル（ドイツ） - ツール・ド・フランス区間通算14勝（ドイツ人最多）、スヘルデプライス5勝 (2012,2013,2014,2016,2017)
- アレクサンダー・クリストフ（ノルウェー）
- アルノー・デマール（フランス）
- ナセル・ブアニ（フランス） - ジロ・デ・イタリア ポイント賞 (2014)
- カレブ・ユアン（オーストラリア）

### 過去の選手
- アンドレ・ダリガード（フランス） - 世界選手権1勝 (1959)、ツール・ド・フランス ポイント賞2回 (1959, 1961)
- リック・ファン・ローイ（ベルギー） - 世界選手権2勝 (1960, 1961)、ツール・ド・フランス ポイント賞 (1963)、ブエルタ・ア・エスパーニャ ポイント賞2回 (1959, 1965)、ミラノ〜サンレモ優勝1回 (1968)、パリ〜ツール優勝2回 (1959, 1967)
- ルディ・アルティヒ（西ドイツ） - 世界選手権1勝 (1966)、ブエルタ・ア・エスパーニャ 総合優勝 (1962)、ツール・ド・フランス ポイント賞 (1962)、ミラノ〜サンレモ優勝1回 (1968)
- フレディ・マルテンス（ベルギー） - 世界選手権2勝 (1976, 1981)、ブエルタ・ア・エスパーニャ 総合優勝＆ポイント賞 (1977)、ツール・ド・フランス ポイント賞3回 (1976, 1978, 1981)、パリ〜ツール優勝1回 (1975)
- ショーン・ケリー（アイルランド） - ブエルタ・ア・エスパーニャ 総合優勝 (1988) ポイント賞4回 (1980, 1985, 1986, 1988)、ツール・ド・フランス ポイント賞4回 (1982, 1983, 1985, 1989)、ミラノ〜サンレモ優勝2回 (1986, 1992)、パリ〜ツール優勝1回 (1984)
- ギド・ボンテンピ（イタリア） - ジロ・デ・イタリア ポイント賞 (1986)
- ジャモリディネ・アブドヤパロフ（ウズベキスタン） - ツール・ド・フランス ポイント賞3回 (1991, 1993, 1994)、ジロ・デ・イタリア ポイント賞 (1994)、ブエルタ・ア・エスパーニャ ポイント賞 (1992)、史上2人目の全グランツールポイント賞獲得達成者
- マリオ・チポリーニ（イタリア） - 世界選手権1勝、ジロ・デ・イタリア ポイント賞3回 (1992, 1997, 2002)、ジロ・デ・イタリアステージ通算最多優勝記録保持者（42勝）、ミラノ〜サンレモ優勝1回 (2002)
- エリック・ツァベル（ドイツ） - ツール・ド・フランス ポイント賞6回 (1996-2001 史上最多)、ブエルタ・ア・エスパーニャ ポイント賞3回 (2002-2004)、ミラノ〜サンレモ優勝4回 (1997, 1998, 2000, 2001)、パリ〜ツール優勝3回 (1994, 2003, 2005)
- トム・ステールス（ベルギー）
- ジャンポール・ファン・ポッペル（オランダ）
- オスカル・フレイレ（スペイン） - 世界選手権ロード3勝 (1999, 2001, 2004)、ティレーノ~アドリアティコ1勝 (2005)、ヴァッテンフォール・サイクラシックス1勝 (2006)、ツール・ド・フランス ポイント賞 (2008)、ミラノ~サンレモ優勝3回 (2004, 2007, 2010)
- アレサンドロ・ペタッキ（イタリア）- ジロ・デ・イタリア ポイント賞 (2004)、ジロ・デ・イタリア一大会最多ステージ優勝記録保持者 (2004…9勝)、ブエルタ・ア・エスパーニャ ポイント賞 (2005)、ツール・ド・フランス ポイント賞 (2010)、ミラノ〜サンレモ優勝1回 (2005)、パリ〜ツール優勝1回 (2007)
- ロビー・マキュアン（オーストラリア） - 世界選手権U-23 TT１勝 (1998)、ツール・ド・フランス ポイント賞3回 (2002, 2004, 2006)、ヘント~ウェヴェルヘム優勝 (2006)、ヴァッテンフォール・サイクラシックス優勝1回 (2008)、パリ~ニース ポイント賞1回 (2008)、カタルーニャ一周 ポイント賞1回 (2008)、オムロープ・ヘット・ニウスブラート優勝1回 (2009)
- トム・ボーネン　(ベルギー)　-世界選手権ロード1勝(2005)、パリ～ルーベ 4勝(2005,2008,2009,2012)、ロンド・ファン・フラーンデレン 3勝(2005,2006,2012)、ツール・ド・フランス ポイント賞(2007)
- トル・フースホフト　(ノルウェー)　-世界選手権ロード1勝(2010)、ツール・ド・フランス ポイント賞 2回(2005,2009)、ブエルタ・ア・エスパーニャ ポイント賞(2006)、パリ～ニース ポイント賞(2008)

なお、フェルディナント・キュプラー（スイス）、エディ・メルクス（ベルギー）、ベルナール・イノー（フランス）といった選手たちも強力なスプリント力を有し、かつステージレースの区間優勝も多く経験しているが、彼らはオールラウンダーという捉え方をされていることもあってか、スプリンターと呼ばれるケースはほとんどない。
同様にフィリッポ・ポッツァート（イタリア）、フィリップ・ジルベール（ベルギー）、パオロ・ベッティーニ（イタリア）、新城幸也（日本）なども強力なスプリント力を有するが、基本的に平地での集団スプリントではあまり勝ちに行けず、ハードなアップダウン後の小集団/単独スプリントや、10%近い勾配での上りスプリントに強みを見せる事から、パンチャーという扱いになる。

## トラックレースにおけるスプリンター
トラックレースには短距離種目として、（個人）スプリント、チームスプリント、ケイリン、1kmタイムトライアル（1kmTT）といった種目があるが、1kmTTではスプリント力が重視されることはない。
スプリントでは今はどの競技大会においても、加速した状態を維持しながら最後の200mのタイムを計測する200mフライングタイムトライアル（200mFTT）という予選専門種目がある。この種目で要求されるのは、200mという距離の中でいかにしてトップスピードを維持できるかということ。参考までに、北京オリンピックのスプリントで優勝したイギリスのクリス・ホイは200MFTTでもトップタイムだったが、時速約75kmで走破している。また世界記録はフランスのケヴィン・シローでタイムは9秒572、時速約75.219kmである。
なお、世界自転車選手権・プロスプリント10連覇を達成した中野浩一は、言うまでもなく連覇当時は世界屈指のスプリンターであったが、最後の10連覇を達成した大会以外、200mFTTを経験していない。ただ中野は、最大時速へと持っていくための助走距離が大変短いという特徴があり、普通の選手であれば最大時速を維持することが最も難しい地点において、逆に最大時速をマークできるといった特徴も兼ね備えていた。ひいてはそれらの特徴により、10年連続でプロ・スプリント世界一を達成できたといえる。
チームスプリントにおいては、一番先頭を走る（第1走と呼ばれる）選手については、スタンディングダッシュ力（静止した状態からトップスピードへと持っていくこと）が重視される。俗に「ゼロ発進」とも言われるが、助走なしの状態でトップスピードへと持っていくという能力が要求される。参考までに長塚智広は、アテネオリンピックでは250m走路を概ね17.50秒前後で走破していたが、当時の世界トップクラスのタイムであった。北京オリンピックでは、イギリスのジェミー・スタッフが同じく250m走路であるが、予選及び決勝で17.1秒台をマーク。現在の世界トップクラスのタイムである。
ケイリンでは250m走路の場合、およそ残りあと3周を過ぎたあたりからペーサー（誘導員）が走路外へと退避するが、そこからスプリント能力が要求される。もっとも、約750mをそのまま全速力で走破するのは不可能であり、合間合間に「流す」（加速しない状態）状態を交えて、残りあと1周半から1周ほどを全速力で駆け抜けるという能力が要求される。この点についてはロードレースのスプリンターと多少類似している側面がうかがえる。さらに「捲り」といい、残りあと1周を通過した後に加速をつけて先頭に立つことを試みる選手も中にいる。但し、捲りを決めるためには、大概時速約70km程度のスピードが要求される。したがって250m走路においては最大カントの問題もあってか、捲りが決まったというケースは少ない。
その他、ポイントレース、マディソンといった長距離系種目においてもスプリント能力が要求される。要は、ポイント周回と呼ばれる地点でいかに早く到達する回数が多いか、という点において、ロードレースのスプリント賞争いと類似している。その他、スクラッチという長距離系種目については、最後に到達した着順の優劣によって勝負が決するが、こちらは同じロードレースでも、ゴール直前のスプリント争いに似たケースになることがしばしある。このためか、マーク・カヴェンディッシュのようにマディソンの選手からロード選手に転向する者もいる。